# Horvát Árpád (orvos)
Horvát Árpád, névváltozat: Horváth (Pest, 1855. július 18. – Budapest, 1887. február 3.) magyar orvos, természettudós. Horvát Árpád történész és Szendrey Júlia fia, Horvát István történész unokája.

## Élete

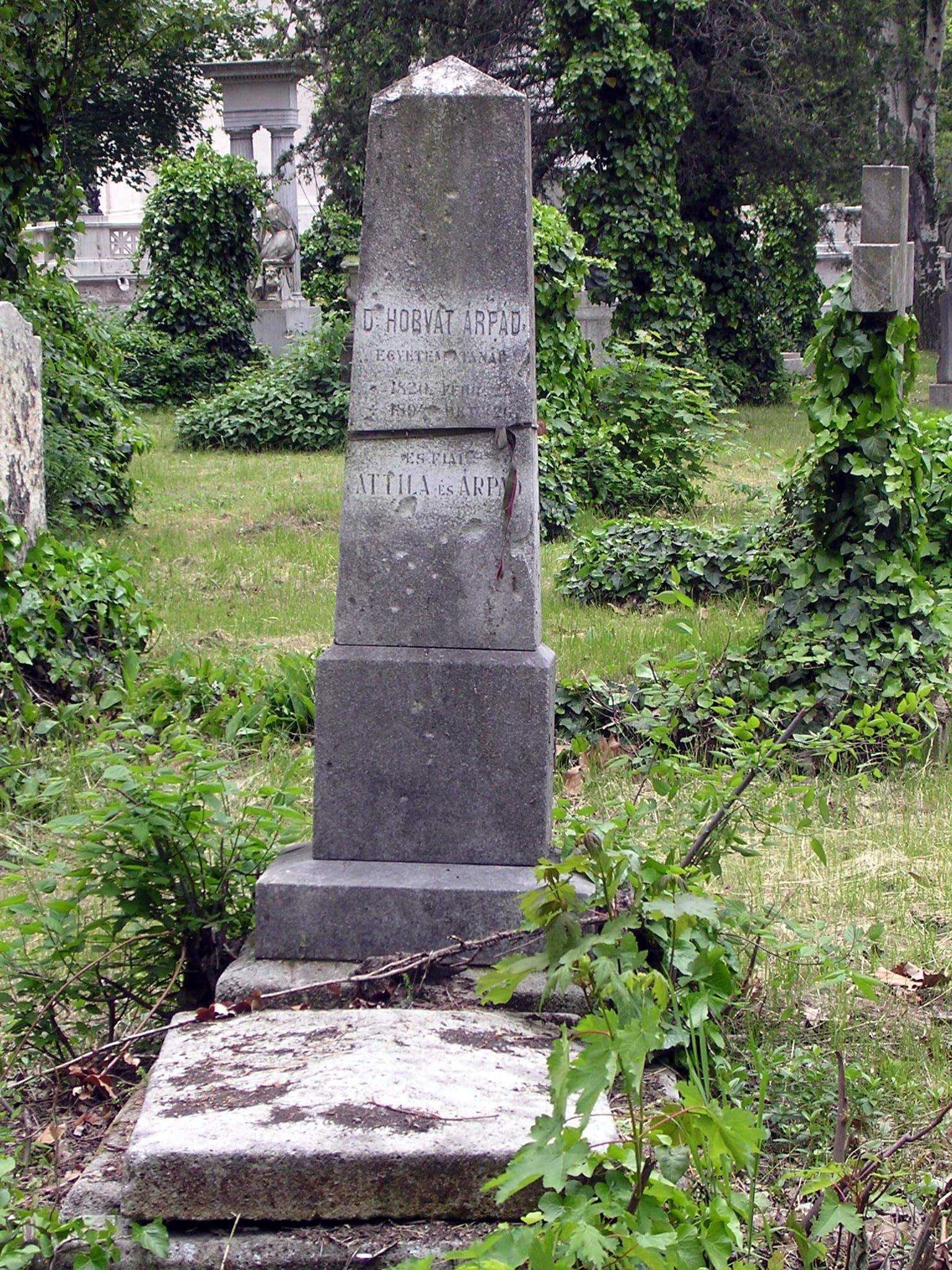
Apjával és testvérével közös sírja a Fiumei úti sírkertben, 36-2-3-14.

Iskoláit Pesten végezte és 1880-ban az egyetemen nyert orvosdoktori oklevelet. Egyaránt jártas volt a zenében és képzőművészetekben, mint a költészet birodalmában, melynek, különösen a francia és angol lírának alapos ismerője volt. Angolul, franciául és németül tökéletesen folyékonyan beszélt, ezen kívül szórakozásként az orosz és a török nyelvet is elkezdte tanulni. Élete utolsó éveiben is az etnográfiai munkákon kívül Victor Hugo és Longfellow voltak olvasmányai.
1881. február 4-én oltárhoz vezette Mary O'Egant, James O'Egan angol nyelvtanár leányát. Ez időben a budapesti telefonhálózat alapításánál Puskás Ferenc valódi jobb keze és titkára volt. A munkával járó fáradalmak azonban megtörték erejét és Horvát idejében menekülve, a törteli községi orvosi állást foglalta el. Egyetlen gyermeke, Tibor születésekor (1882. február 21.) a felesége tüdővészbe esett és a gyengéd férj feláldozta állását, hogy nejét maga ápolhassa. A sziléziai Görbersdorfba (mostani nevén: Sokołowsko település Lengyelországban), majd Újtátrafüredre ment vele, de neje 1883. június 21-én meghalt. Ezután lelki küzdelmek közt hányódott-vetődött; testi szenvedések, betegségek ellen morfium-befecskendezéseket kezdett használni.
1884/85-től Körmöcbánya hivatalnokaként és Stubnyafürdő orvosaként megbecsülésnek örvendett.
Amikor 1885-ben megismerkedett második feleségével, Greguss Gizellával, akivel egybekelt 1886. április 7-én, ismét a családalapítást tűzte ki élete céljául. Horvát ellenszerrel próbált küzdeni a kárhozatos szenvedély ellen, kokaint használt, de már késő volt. 1887. február 3-án este nejét a jelmezbálra felcicomázta és ő maga sétálni ment; aztán a Vadász-kürt szállóban hált, ahol másnap reggel halva találták, két üvegcse morfiumot vett be.
Örök nyugalomra helyezték a Kerepesi temetőben 1887. február 6-án délután a római katolikus egyház szertartásai szerint.
Cikkei a Pesti Hírlapban (1881. 40., 41. sz. Boszorkányság és tudomány); a Budapesti Hírlapban (1882. 323. sz. A bor mint gyógyszer); a Képes Családi Lapokban (1883. Kettőtől szeretve), a Tátravidékben, a Hasznos Mulattatóban, a Lányok Lapjában jelentek meg.

## Művei
- A bright-kór. Dr. Wagner E. után ford. Budapest, 1885. (A Magyar Orvosi Könyvkiadó Társulat Könyvtára XLVII.)
- Gyermekszemmel Szendrey Júlia családjában. Szendrey Júlia, Petőfi Zoltán, Horvát Attila, Árpád és Ilona gyermekkori levelei, versei és játékai, 1840–1870; sajtó alá rend., tan., jegyz. Gyimesi Emese; magánkiadás, Budapest–Heves, 2019 (Magyar családtörténetek: források)